# Studio Ghibli
Studio Ghibli, Inc. (株式会社スタジオジブリ Kabushiki-gaisha Sutajio Jiburi) er et japansk animationsstudie, der tidligere var et datterselskab af Tokuma Shoten. Studiets følelsesladede anime-film med deres japanske særpræg er blevet velkendt internationalt.
Studiets navn stammer fra øgenavnet, som italienere gav deres rekognosceringsfly, som de brugte i Sahara under anden verdenskrig. Ordet var afledt af det arabiske ord ghibli for  "varm vind som blæser igennem Sahara" (også kendt som sirocco). Selvom det italienske ord udtales med et hårdt /g/, så er den japanske udtale af studiets navn [ˌdʲʑiːbɹiː] eller [ˌdʲʑiːbɝiː]). Grunden til navnet blev valgt, var at skaberne gerne ville blæse en frisk vind i den japanske animationsindustri. 
Selskabets logo er skikkelsen Totoro, det venlige og magiske kæmpeuhyre fra filmen Min Nabo Totoro.

## Historie
Studiet blev grundlagt i 1985. Det bestyres af instruktøren Hayao Miyazaki samt hans kollega og læremester Isao Takahata og Toshio Suzuki – Studio Ghiblis administrerende ansvarshavende instruktør og producent. 
Studiets oprindelse kan spores tilbage til 1983, hvor manga-versionen af Nausicaä of the Valley of Wind blev populær. Nausicaä endte med at blive produceret af Topcraft og filmens succes dannede baggrunden for grundlæggelsen af Ghibli.
Tokuma er Studio Ghiblis moderselskab og de har overdraget The Walt Disney Company videorettighederne til alle Ghiblis tegnefilm som ikke hidtil var blevet distribueret på verdensplan. Heriblandt fik Disney de verdensomspændende distributionsrettigheder til Princess Mononoke og Chihiro og heksene udenfor Japan. 
Miyazakis seneste film, Det levende slot, er baseret på en bog af den britiske forfatter Diana Wynne Jones, hvis værker er blevet udgivet bl.a. i Canada og USA.
Komponisten Joe Hisaishi har stået for lydsporet til alle de film Miyazaki har produceret med Studio Ghibli. 
En af studiets film, Grave of the Fireflies, blev ikke instrueret af Miyazaki men af Isao Takahata. Det er en sørgelig tegnefilm, der fokuserer på to forældreløses liv under slutningen af anden verdenskrig i Japan. Det er en af de få Ghibli tegnefilm, som Disney ikke ville distribuere, da den viser den amerikanske hærs bombardement af civile mål i Japan. I Danmark blev filmen distribueret af Atlantic Film AB i 2006.
Der har været et tæt samarbejde mellem Studio Ghibli og bladet Animage, der ofte trykker eksklusive artikler om studiet og dets medlemmer i en sektion kaldet "Ghibli Notes". Illustrationer fra Ghiblis animéer og andre værker pryder ofte Animages forsider.
Studiet er også kendt for ikke at tillade, at man censurerer noget fra deres film, når de bevilges til distribution i udlandet. Denne stillingtagen stammer fra den fejlslagne eftersynkronisering af Miyazakis Nausicaä of the Valley of Wind. En stærkt censureret version af animéen blev udgivet i USA under navnet Warriors of the Wind. Da Princesse Mononoke blev bevilget til Miramax, sendte Miyazakis producer et katana-sværd til Harvey Wienstein med en besked, hvor der stod "no cuts", for at understrege Ghiblis "nul censur" politik.
Ved en Studio Ghibli pressekonference den 17. januar 2007, fortalte Toshio Suzuki at titlen til Miyazakis næste film ville blive annonceret i maj 2007. Under den nittende udgivelse af det Japanske nyhedsprogram "NNN News Realtime" i maj blev det annonceret at filmens titel ville være Gake no ue no Ponyo (på dansk: "Ponyo på Klinten"). Den bliver udgivet i sommeren 2008.

## Ghibli-museet
Der findes et museum for Ghibli i Mitaka, som er en forstad til Tokyo. På Ghibli-museet kan man se reproduktioner af kulisserne til nogle af studiets film. Der bliver udstillet en række originale tegninger og der bliver vist en række animerede kortfilm, som studiet producerer regelmæssigt. Museet inkluderer desuden også en 1:1 krammedyrsreproduktion af det flinke uhyre i "Min Nabo Totoro". Der er også en 1:1 reproduktion af robotten i Laputa på museets tag. Der er kun et begrænset antal billetter til museet, som udelukkende kan købes via forudbestilling. I Japan kan man senest købe dem en måned før ved supermarkedskæden Lawson. I udlandet kan man senest bestille en billet tre måneder før ved et af de mange verdensomspændende centrale indkøbsbureauer.

## Animé-filmene
Herunder følger en kort resumé af handlingen i Ghiblis hovedværker. Hvor det er muligt, angives den danske titel af animé-filmen samt dens oprindelige navn på japansk. Hvis filmen ikke er udgivet i Danmark, angives titlen på engelsk og japansk.

### Nausicaä fra Vindens Dal
風の谷のナウシカ ("Kaze no tani no Naushika", 1984)
- Manuskriptforfatter: Hayao Miyazaki
- Instruktør: Hayao Miyazaki
- Producent: Isao Takahata
- Komponist: Joe Hisaishi og Haruomi Hosono

Under den store krig kendt som de "Syv Dages Ild" tilintetgjorde den industrielle civilisation sig selv.
Tusind år senere følger historien de overlevende mennesker i de områder af Jorden, som ikke blev forurenet. Fukai er en kæmpeskov, som producerer sporer, der er giftige for mennesker. Denne skov vinder i tiltagende grad territorium og gør kommunikationen mellem menneskene sværere. Fukaien beskyttes af kæmpeinsekter, som har tilpasset sig klimaforandringerne. Oomuerne (王蟲, insekt konger) er Fukaiens herskere på grund af deres størrelse og deres intelligens.
Vindens Dal er en zone, som havvindene beskytter mod sporerne. Den bebos af et par hundreder fredelige mennesker. Vindens Dal indblandes i en krig mellem Pejite og Tolmekia; to kongeriger som strides om ejerskabet af en Krigsgud. Krigsguden er et af de biologiske våben som blev anvendt for at lægge Jorden øde under de "Syv Dages Ild".
Nausicaä, datter af Vindens Dals konge, bliver dybt involveret i denne konflikt. Vejledt af sin kærlighed til alle levende væsner, heriblandt Oomuerne, bliver hun en vigtig skikkelse i denne konflikt. Hun vil forsøge at afbryde krigen på enhver tænkelig måde.
Nausicaä blev produceret før Ghibli af Topcraft, så det er i teknisk forstand ikke en Ghibli-film. Men filmens succes fik flere af Topcrafts forrige medlemmer til at danne Studio Ghibli.

### Laputa: Slottet i Himlen
天空の城ラピュタ ("Tenkuu no shiro Rapyuta", 1986)
- Manuskriptforfatter: Hayao Miyazaki
- Instruktør: Hayao Miyazaki
- Producent: Isao Takahata
- Komponist: Joe Hisaishi

Et luftskib bliver angrebet af pirater. Sheeta er en ung pige, der er låst inde på et værelse på luftskibet. Hun flygter under angrebet, og falder ud af luftskibet. Da det sker, lyser smykket, hun bærer om halsen, pludseligt op og bremser hendes fald, inden hun falder til jorden.
Pazu er en ung dreng som arbejder i en mine, som luftskibet passerer under angrebet. Han ser Sheeta falde mens hun svæver og griber hende. Sheeta og Pazu bliver hurtigt gode venner og Pazu fortæller hende, at han leder efter Laputa, en sagnomspunden by, der svæver i himmelen. Laputa er ruinerne af en almægtig civilisation. Men hvad har Sheetas mystiske smykke med Laputa at gøre? Hjulpet af Pazu vil Sheeta forsøge at undslippe mændene, der forfølger hende og finde frem til den mystiske by i himmelen.

### Grave of the Fireflies
火垂るの墓 ("Hotaru no Haka", 1988)
- Novelle: Ayuki Nosaka
- Manuskriptforfatter: Isao Takahata
- Instruktør: Isao Takahata
- Producent: Toru Hara
- Komponist: Michio Mamiya

Historien foregår under anden verdenskrig i Japan i sommeren 1945. Vi følger to børn, Seita (14) og hans lillesøster Setsuko (4). Da deres moder omkommer under det amerikanske luftbombardement af Kobe, bliver de to søskende efterladt til sig selv. Seita forsøger forgæves at kontakte faderen, som arbejder i den japanske hær. De to børn bosætter sig hos deres tante, som bor med sin datter og en mand, der lejer en del af huset.  Tanten fortæller Seta og Setsuko at de skal arbejde hvis de vil spise og hun retter konstant på deres manerer.
De to søskende får nok af tanten og beslutter sig for at bosætte sig i den bunker de søgte ly i tidligere. Den første nat hvor Seita og Setsuko overnatter i bunkeren, oplyses den af tusinder af ildfluer. Børnene har sværere ved at finde mad og Setsuko bliver syg af underernæring. Det er på det tidspunkt, at Seita begynder at stjæle den lokale farmers tomater. 
Forfatteren Akiyuki Nosaka skrev en delvis biografisk novelle som Grave of the Fireflies følger meget nøje. En 5 år gammel japansk pige lagde stemme til Setsuko. Grave of the Fireflies betragtes af mange kritikere som den stærkeste animerede antikrigsfilm til dato. Takahata har dog afsløret i et interview at han ikke selv betragter Grave of the Fireflies som en antikrigsfilm.

### Min Nabo Totoro
となりのトトロ ("Tonari no Totoro", 1988)
- Manuskriptforfatter: Hayao Miyazaki
- Instruktør: Hayao Miyazaki
- Producent: Toru Hara
- Komponist: Joe Hisaishi

I 1950erne slår en universitetsprofessor, Hr. Kusakabe, og hans to døtre Satsuki (11 år) og Mei (5 år) sig ned i deres nye hus på landet. Huset er tæt på hospitalet hvor Kusakabes kone er indlagt.
Mens hun udforsker omgivelserne møder Mei Totoro, et kæmpeuhyre som er skovens vogter. Totoro ledsages af to mindre væsner af samme art. Den mindste er hvid og den mellemste er blå. Fra da af holder Mei Totoro med selskab. Hun finder også ud af at hendes nye ven har mange magiske evner. Da "Min Nabo Totoro" var bioaktuel i Japan, kunne man købe billetter til både den og Grave of the Fireflies som blev vist efterfølgende.

### Kiki - den lille heks
魔女の宅急便 ("Majo no Takkyuubin", 1989)
- Manuskriptforfatter: Hayao Miyazaki
- Instruktør: Hayao Miyazaki
- Producent: Hayao Miyazaki
- Komponist: Joe Hisaishi

Ligesom alle andre hekse der når 13 års alderen, må Kiki forlade sine forældre og bosætte sig i en anden by i et år. Hun skal leve af at udøve et arbejde knyttet til hendes evner som heks. I byen Koriko vil Kiki, ledsaget af sin sorte kat Jiji, distribuere pakker på sin flyvende kost. Byen historien udspiller sig i er inspireret af Skandinavien.

### Minder fra igår
おもひでぽろぽろ ("Omohide Poro Poro", 1991)
- Manuskriptforfatter: Isao Takahata
- Instruktør: Isao Takahata
- Producent: Hayao Miyazaki, Toshio Suzuki
- Komponist: Masaru Hoshi

Only Yesterday fortælles i første person af den 27 år gamle Taeko, som er ved at blive bevidst om at hun ikke har fået noget ud af sit liv siden sin barndom. Taeko rejser ud på landet for at møde sin søsters svigerfamilie. På togturen dertil drømmer hun om sin barndom i 1966, mens hun nærmer sig en vigtig beslutning i hendes nutid i 1982. Hendes minder og nutiden tegnes i to forskellige stilarter. Desuden er skikkelsernes læber animeret efter synkroniseringen, hvilket er en sjældenhed i animé film.

### Porco Rosso
紅の豚 ("Kurenai no Buta", 1992)
- Manuskriptforfatter: Hayao Miyazaki
- Instruktør: Hayao Miyazaki
- Producent: Toshio Suzuki
- Komponist: Joe Hisaishi

”Denne film fortæller historien om den modige gris kaldt ”den røde gris”, som slås mod himlens pirater for sin ære, sin elskede madonna og sine ejendele. Historien udspiller sig i Middelhavet dengang vandflyverne var havets ubestridte herskere”. Det er den indledende tekst man kan læse på japansk, italiensk, tysk, fransk og arabisk i starten af Porco Rosso. 
I mellemkrigstidens Italien under den økonomiske lavkonjunktur og fascismens opgang på en fortabt ø i Adriaterhavet, bliver en gammel pilot fra det italienske luftvåben forvandlet til en gris. Han lader sig omskole til dusørjæger og bliver kendt under navnet Porco Rosso. Historiens temasang er ”Le Temps des cerises”.
I hans røde vandfly oplever han mange dramatiske begivenheder: han jagter luftens pirater som har for vane at udplyndre regionens turister, hjælper gidseltagne rejsende, deltager i luftdueller og flykapløb. Desuden gør han alt for at flygte fra det hemmelige italienske politi.

### Jeg kan høre havet – Ocean Waves
海がきこえる ("Umi ga Kikoeru", 1993)
Instruktør: Tomomi Mochizuki
Da den attraktive Rikako Muto (17 år gammel) flytter fra Tokyo til Konchi på øen Shikoku, udvikler der sig et trekantsforhold mellem hende og to gode venner, Taku Morisaki og Yutaka Matsuno. I begyndelsen er Rikako meget arrogant og fjern og det lykkedes hende ikke at blive en del af klassens sammenhold. Det viser sig at hun er meget usikker og at hun har det svært fordi hendes forældre er ved at skilles. 
Denne anime skulle give Studio Ghiblis yngre medlemmer muligheden for at lave en film til et lavt budget. Men filmen endte med at koste mere end forventet og overskride den forventede produktionstid. Filmen blev udgivet i Danmark i 2009 af PAN Vision AB.

### Pom Poko
平成狸合戦ぽんぽこ ("Heisei Tanuki Gassen Ponpoko", 1994)
Instruktør: Isao Takahata
I 1960erne oplever Japan en stærk vækst og der er en stor mangel på boliger. Konstruktionsprogrammer igangsættes for at forvandle dele af landet til nye byer, især omkring den høje Tamadal øst for Tokyo. I skoven lever tanukierne. De er både rigtige dyr og legendariske væsner knyttet til kitsuneerne. Den daglige ødelæggelse af deres levested bekymrer tanukierne. De beslutter sig for at forenes for at sætte en stopper for byggeriet. 

### Hjertets hvisken
耳をすませば ("Mimi wo Sumaseba", 1995)
Instruktør: Yoshifumi Kondo
Hovedkarakteren i Hjertets hvisken er Shizuku Tsukishima.  En pige på 14 som går i de ældste klasser i Tama New Town udenfor Tokyo. Hun elsker at læse og skrive i sin fritid, mens hendes forældre ønsker, at hun ville passe sin skole bedre og fokusere mere på sin adgangseksamen til gymnasiet. Hun elsker at læse eventyr og forsøger at omskrive ”Country Roads” til japansk, hvilket tager al hendes tid.
En dag får Shizuku øje på en fed kat i toget hun er på. Hun følger den udenfor toget til et antikvariat. Hun møder butikkens ejer, en flink gammel mand som viser hende et gammelt ur som han er ved at restaurere. Kun ved klokkeslaget 12, kommer en dværg og en elver ud af klokken. Et eventyr fortæller at elverprinsessen, som er blevet forvandlet til et får, kun kan vise sig for en kort stund, når klokken slår tolv. Dværgkongen, som er hendes store kærlighed, kommer ud for at se hende på det tidspunkt hver dag. Shizuku lægger også mærke til en lille statuette af en kat, iklædt pænt tøj. Katten kaldes baron Humbert von Gikkingen og den bliver inspirationskilden til den historie Shizuku skriver.  
Hjertets hvisken var den første japanske film som brugte Dolby Digital formatet.

### Princess Mononoke
もののけ姫 (Mononoke Hime, 1997)
Instruktør: Hayao Miyazaki
Historien udspiller sig i det middelalderlige Japan (Muromachi eraen). Ashitaka (Ashi=ben, Taka=høj), en ung kriger fra Emishi stammen, bliver forbandet efter at have dræbt et vildsvin, som var blevet til en dæmon. Landsbyens oldinge fortæller ham at han er forbandet men at han skal søge årsagen til verdens uheld og hans forbandelse. Han bliver indblandet i en krig mellem guder, som beskytter skoven og naturen, og mennesker som vil sprede deres civilisation.

### My Neighbors the Yamadas
ホーホケキョ となりの山田くん (Hoohokekyo Tonari no Yamada-kun, 1999)
Instruktør: Isao Takahata
My Neighbors the Yamadas handler om en Japansk familie og begivenheder i deres hverdag. Der er tale om en række komiske historier og den eneste røde tråd i handlingen er familien Yamadas tilstedeværelse. Karaktererne er ikke tegnet i den typiske Ghibli stil – de ligner mere karakterer fra de japanske avisstriber (yonkoma manga). På trods af gode anmeldelser blev filmen et box office-flop. Det var den første Ghibli film som udelukkende blev animeret og farvelagt på computer.

### Chihiro og heksene
千と千尋の神隠し (Sen to Chihiro no Kamikakushi, 2001)
Instruktør: Hayao Miyazaki
Chihiro og hendes forældre skal flytte hus. På vejen dertil farer de vildt og ender med at befinde sig foran en mystisk gang. For enden af gangen finder de en efterladt landsby. Chihiros forældre er sultne, så de beslutter sig for at spise mens Chihiro udforsker landsbyen. Chihiro ser ånder og løber skræmt tilbage til hendes forældre, men finder ud af, at de er blevet forvandlet til grise. Hjulpet af den mystiske Haku vil hun begynde at arbejde i et badehus, så hun ikke også bliver forvandlet til en gris. Badehuset bebos af et utal af fantasivæsner som hver vil forsøge at hjælpe eller hindre Chihiro i at bryde hendes forældres forbandelse.

### The Cat Returns
猫の恩返し (Neko no Ongaeshi, 2002)
Instruktør: Hiroyuki Morita
The Cat Returns er en indirekte fortsættelse af Hjertets hvisken. 
- Det levende slot – ハウルの動く城 (Hauru no Ugoku Shiro, 2004)

Hayao Miyazaki
- Legenden om Jordhavet – ゲド戦記 (Gedo Senki, 2006)

Goro Miyazaki
- Ponyo på klippen ved havet – 崖の上のポニョ(Gake no Ue no Ponyo, 2008)

Hayao Miyazaki
Ud over disse spillefilm har Ghibli også produceret en række kortfilm og dokumentarfilm. I en af disse dokumentarfilm kan man se Pixars John Lasseter (manden bag Toy Story), som flere gang har udtalt at han er en stor fan af Ghiblis animéer. Desuden har Studio Ghibli også suppleret animationen til en række reklamefilm som blev udsendt i japansk fjernsyn.